# Nanqi Wudi
Nanqi Wudi of Xiao Ze (蕭賾) (persoonlijke naam) was keizer van China van 482 tot 493 en de tweede keizer van de Zuidelijke Qi-dynastie.

## Biografie
Xiao Ze werd geboren in 440, was de oudste zoon van keizer Nanqi Gaodi en volgde hem op in 482. Alhoewel Xiao Ze tal van kinderen had, was hij maar eenmaal getrouwd met Huizhao (惠昭) van wie hij zielsveel hield en eenmaal keizer, haar postuum kroonde tot keizerin Wumu . Zij stierf in 480 en liet hem twee zonen na, Xiao Zhangmao en Xiao Ziliang. Zijn oudste zoon Xiao Zhangmao stierf enkele maanden voor hem in 493. Op zijn sterfbed was nog niet uitgemaakt wie hem zou opvolgen, zijn zoon Xiao Ziliang of zijn kleinzoon Xiao Zhaoye.

## Beleid
Sima Guang, geschiedschrijver uit de Song-dynastie, schreef over hem, in zijn Zizhi Tongjian, het volgende : 
Toen keizer Nanqi Wudi regeerde, lette hij op de belangrijke staatskwesties, hield toezicht op wat belangrijk was, was streng en intelligent, resoluut en besluitvaardig. Hij gaf zijn gouverneurs en districtsmagistraten lange ambtstermijnen, en als ze de wet overtreden, stuurde hij de keizerlijke zwaarden naar de gouverneurs of magistraten om hen te executeren. Daarom waren de mensen tijdens zijn tijdperk, rijk en vreedzaam, en was er weinig criminaliteit. Alhoewel hij zijn ongenoegen uitte over luxe en verkwisting, kon hij het zelf niet laten.